# Gloire du sport
Die Auszeichnung Gloire du sport wird an ehemalige Sportler, Sportfunktionäre, Trainer und Sportjournalisten vergeben, die sich um den Sport in Frankreich verdient gemacht haben. 
Sie wird auf Anregung von Monique Berlioux seit 1993 von der Fédération des internationaux du sport français vergeben. Die Idee der nordamerikanischen Hall of Fame sollte damit aufgegriffen werden.
Die Ausgezeichneten sollen eine beispielhafte Karriere hinter sich haben und die zum Zeitpunkt der Verleihung noch lebenden Personen seit mindestens 10 Jahren nicht mehr aktiv sein. Neben den rein sportlichen Erfolgen wird auch die Vorbildfunktion und der Einfluss auf die Gesellschaft bei der Verleihung berücksichtigt. Es werden jährlich neue Namen in die Liste aufgenommen.

## Meistvertretene Sportarten
Leichtathletik (29), Radfahren (27), Fechten (20), Alpiner Skisport (17), Rugby (15), Fußball (13), Schwimmen (13), Tennis (12), Judo (12), Bergsteigen (10), Basketball (9), Rudern (9), Luftsport (8), Boxen (8), Ringen (6), Eiskunstlauf (5), Kanufahren (4).

## Links und Literatur
- Judo Gloire du sport  (französisch)
- Monique Berlioux, Serge Laget und Eric Lahmy: Gloires du sport, Paris-Biarritz, Atlantica, 2009, 269 S. ISBN 978-2-758800-03-3